# Högerns kvinnliga medborgarskola
Högerns kvinnliga medborgarskola var en skola som grundades av Högerpartiet sommaren 1931 i Strängnäs. Dess syfte, tillsammans med Högerns Medborgarskola i Gimo grundad 1935, var att fungera som plantskolor för konservativ politisk aktivitet och ett "medborgarhem" för att fostra en medborgerlig anda. Högerns kvinnliga medborgarskola var tänkt att utbilda kvinnor för att de skulle kunna delta i offentligt arbete och vara väl rustade både teoretiskt och praktiskt. En av grundarna Elna Pehrsson och  en annan Alexandra Skoglund som också var den första ordföranden för skolans styrelse.